# Ferdinand Alquié
Ferdinand Alquié (ur. 18 grudnia 1906 w Carcassonne, zm. 28 lutego 1985 w Montpellier) – francuski filozof, historyk filozofii i pisarz, znawca kartezjanizmu. Członek Académie des Sciences Morales et Politiques w latach 1975-1987.

## Życiorys
W latach 1931-1945 był profesorem w liceach, a później na Uniwersytecie w Montpellier i Sorbonie, gdzie pracował aż przeszedł na emeryturę w roku 1979. W 1940 roku został mianowany do klasy przygotowawczej w liceum Condorcet w Paryżu, zamiast Henriego Dreyfusa-Le Foyer, który został zawieszony wraz z pięcioma innymi nauczycielami w wyniku aplikacji dekretu określającego statut Żydów. W październiku 1941 roku, Jean-Paul Sartre został mianowany na to stanowisko, a sam Alquié został powołany do Liceum Louis-le-Grand w Paryżu. Jako wykładowca na Sorbonie, uczył m.in. Gilles'a Deleuze. W 1945 roku ożenił się z Denise Bouland, z którą żył przez 40 lat. Został wybrany członkiem Akademii Nauk Moralnych i Politycznych w 1975 roku, a Jean Guitton zastąpił go na tym stanowisku w roku 1987. Zmarł 28 lutego 1985 w Montpellier, po długiej i bolesnej chorobie.
Kariera Alquié została zdominowana przez dekady polemiki między jego kartezjanizmem a spinozizmem Martiala Gueroult. Sprzeciwiał się wszelkim formom filozoficznego monizmu i czuł, że życie ludzkie jest przeniknięte różnymi formami dualizmu. Był przeciwnikiem totalitaryzmu i marksizmu, i, podobnie jak jego przyjaciel André Breton, bliski był surrealizmowi. Alquié uważał surrealizm za formę filozofii. Jest to akt wyzwolenia i jednocześnie forma samowiedzy. Filozofia surrealizmu jest teorią miłości, życia, wyobraźni, relacji człowieka i świata. Surrealizm jest formą "całkowitego wyzwolenia" i "dążenia do prawdy".

## Publikacje
- Leçon de philosophie, 2 vol., Didier, 1931-1951.
- Notes sur la première partie des Principes de la philosophie de Descartes, Éditions Chantiers, 1933.
- Le Problème moral, Éditions Chantiers, 1933.
- Les États représentatifs, Éditions Chantiers, 1934.
- Les Mouvements et les actes, Éditions Chantiers, 1934.
- Plans de philosophie générale, Éditions Chantiers, 1934; réédition La Table Ronde, "La Petite Vermillon", 2000.
- La Science, Éditions Chantiers, 1934.
- Les Devoirs et la vie morale (plans de morale spéciale), Éditions Chantiers, 1935.
- Notions de psychologie générale, Éditions Chantiers, 1935.
- Les Tendances et la raison, Éditions Chantiers, 1935.
- Les Sciences mathématiques, les sciences de la matière et de la vie, Éditions Chantiers, 1936.
- Les Synthèses représentatives, Éditions Chantiers, 1936.
- Les États affectifs, Éditions Chantiers, 1937.
- Les Opérations intellectuelles, Éditions Chantiers, 1937.
- Le Désir d'éternité, PUF, 1943.
- Introduction à la lecture de la Critique de la raison pure, PUF, 1943.
- La Découverte métaphysique de l'homme chez Descartes, PUF, 1950.
- La Nostalgie de l'être, PUF, 1950.
- Science et métaphysique chez Descartes, Les Cours de Sorbonne, CDU, 1955.
- Philosophie du surréalisme, Flammarion, 1955.
- Descartes, l'homme et l'œuvre, Connaissance des Lettres, Hatier, 1956.
- L'Expérience, PUF, 1957[3].
- Édition de textes choisis de l'Éthique de Spinoza, PUF, 1961.

- Édition des Œuvres philosophiques de Descartes, 3 vol., Garnier, 1963-1973.
- Nature et vérité dans la philosophie de Spinoza, Les Cours de Sorbonne, CDU, 1965.
- Solitude de la raison, Le Terrain vague, 1966.
- La Critique kantienne de la métaphysique, PUF, 1968.
- Entretiens sur le surréalisme, W. de Gruyter, 1968.
- Signification de la philosophie, Hachette, 1971.
- Le Cartésianisme de Malebranche, Vrin, 1974.
- Malebranche et le rationalisme chrétien, Seghers, 1977.
- La Conscience affective, Vrin, 1979.
- Le Rationalisme de Spinoza, PUF, 1981.
- Servitude et liberté chez Spinoza, Les Cours de Sorbonne, CDU.
- La Morale de Kant, Les Cours de Sorbonne, 1957.
- Édition des Œuvres philosophiques de Kant, 3 vol., Gallimard, Bibliothèque de la Pléiade, 1980, 1984, 1986.
- Études cartésiennes, Vrin, 1983.
- Qu'est ce que comprendre un philosophe, Table Ronde, 2005.

### Tłumaczenia na język polski
- Kartezjusz, przeł. [z fr.] oraz wyboru pism Kartezjusza dokonał Stanisław Cichowicz, teksty Kartezjusza przeł. Maria i Kazimierz Ajdukiewiczowie et al., Warszawa, "Pax", 1989.